# 德新乡
德新乡，是中华人民共和国吉林省延边朝鲜族自治州龙井市下辖的一个乡镇级行政单位。

## 行政区划
德新乡下辖以下地区：
龙岩村、兴隆村、石门村、崇民村、南阳村、金谷村和英东村。